# 佩斯泰勒
佩斯泰勒（法語：Pestel，發音：[pɛstɛl]）是海地格朗当斯省科拉伊區的市镇，总面积286.77平方千米，2015年人口44659。